# Colonial Conquest
Colonial Conquest es un videojuego de estrategia por turnos desarrollado por Strategic Simulations y lanzado en 1985 para los ordenadores Atari de 8 bits y Commodore 64, seguido por una versión para Apple II en 1986. Adaptaciones realizadas por Andromeda Software fueron publicadas para Atari ST en 1987 y PC-98 en 1989.
Un juego titulado Colonial Conquest II fue lanzado para Commodore Amiga en 1994, pero no está relacionado con el juego original de SSI.
Un reinicio, también titulado Colonial Conquest, fue publicado en 2015 en Steam, tras una campaña exitosa en Kickstarter para desarrollar un juego que sirviera como un “homenaje” al título original.

## Mecánicas del juego
Basado en los principios del juego Risk (pero sin tiradas de dados), en Colonial Conquest el jugador controla ejércitos y barcos con el objetivo de conquistar el mundo. El juego se ambienta en el contexto histórico del Reparto de África, y el escenario comienza en el año 1880.
El jugador puede elegir una de las seis grandes potencias de la época:
- Inglaterra.
- Alemania.
- Francia.
- Estados Unidos.
- Japón.
- Rusia.

Las fuerzas terrestres y navales de cada país poseen valores diferentes de ataque y defensa, así como costes distintos. Por ejemplo, Rusia gasta tres veces menos dinero en el reclutamiento de tropas terrestres que Inglaterra, pero a cambio, el valor ofensivo y defensivo ruso será mucho menor que el de sus homólogos británicos.
Se encuentran disponibles tres escenarios:
- Juego estándar (Standard Game): Ninguna de las grandes potencias posee colonias de ultramar.
- 1880: Carrera por las colonias (1880: Race For The Colonies): Comienzo de la colonización a gran escala.
- 1914: Al borde de la guerra (1914: Brink Of the War): Las fuerzas de la Triple Entente y la Triple Alianza se enfrentan.

## Crítica
Stewart McKames reseñó el juego para Computer Gaming World y afirmó:
“Colonial Conquest no es una recreación seria de la era colonial. Lo que sí es, es un juego desafiante y divertido, tanto en modo multijugador como en solitario. Aunque contiene el sabor del período, se juega con facilidad y ofrece amplias oportunidades para que el diplomático o el general que llevas dentro apuñale a tus oponentes, conquiste territorios y construya un Imperio donde nunca se ponga el Sol.”
Robbie Robberson reseñó Colonial Conquest en Space Gamer/Fantasy Gamer Nº 77.
Robberson comentó:
“Colonial Conquest es un buen juego y ofrece mucha diversión, especialmente con cinco o seis jugadores.” 
También fue reseñado en Jeux & Stratégie #48